# Frankie Yale
Frankie Yale, nato Francesco Ioele, (Longobucco, 22 gennaio 1893 – New York, 1º luglio 1928), è stato un mafioso italiano naturalizzato statunitense.

## Biografia
Nato a Longobucco, in provincia di Cosenza, il 22 gennaio 1893, giunse agli inizi del Novecento con la sua famiglia negli Stati Uniti d'America, dove presto entrò nella Five Points Gang di Johnny Torrio. In poco tempo divenne un temuto malavitoso e uomo di fiducia dello stesso Torrio. Con la partenza di quest'ultimo per Chicago, nel 1920 Yale divenne il capo della banda, dove proprio in quel periodo fece il suo ingresso il giovane Al Capone.
Conosciuto per la sua bontà con gli amici e per la sua crudeltà verso i nemici, col passare degli anni Yale accresceva sempre più il suo potere. Fu sospettato dell'omicidio di Big Jim Colosimo nel 1920, su ordine dello stesso Torrio e di Capone, che nel frattempo si era trasferito a Chicago. Nel 1923 e nel 1924 fece eliminare dai suoi sicari i gangster irlandesi Bill Lovett e Dean O'Banion. Quest'ultimo omicidio fu compiuto per fare un favore a Torrio e Capone, con la complicità di altri due killer.
Nel giorno di Santo Stefano del 1926 Yale e la sua banda distrussero quel che restava della Mano Bianca irlandese, e da quel momento in poi divenne il padrone assoluto di Coney Island. Presto però sorsero col suo ex-sicario Al Capone dei dissidi sul traffico dell'alcool, dal momento che Yale rapinava i camion del boss di Chicago prima che questi lasciassero New York.
Il 1º luglio 1928 Yale fu attirato fuori dal suo bar di Coney Island con una trappola e venne massacrato a colpi di mitragliatrice Thompson a bordo della sua macchina. L'ordine era partito dal capo dei capi Joe Masseria. I principali sospettati dell'omicidio, furono Jack McGurn e James McLain.
Yale riposa nel cimitero della Santa Croce a Brooklyn, New York.